# 坂川栄治
坂川 栄治（さかがわ えいじ、1952年（昭和27年） - 2020年（令和2年）8月2日）は、日本のアート・ディレクター、装丁家、文章家、写真家である。娘の坂川朱音も装丁家。

## 経歴
1952年（昭和27年）　北海道天塩郡遠別町出身。
北海道綜合美術専門学校（現　北海道芸術デザイン専門学校）卒業。
1985年（昭和60年） - 1989年（平成元年）、雑誌『SWITCH』にて、アート・ディレクターを務める。
1987年（昭和62年）　坂川事務所を設立。書籍の装丁だけではなく、広告・PR誌・CD・映画・空間デザインのディレクションをするなど幅広く活動する。
1992年（平成4年）　講談社出版文化賞ブックデザイン賞を受賞。
代表作に、吉本ばなな『TUGUMI』（中央公論新社）。ヨースタイン・ゴルデル『ソフィーの世界』（NHK出版）がある。これまでに手がけた装丁本は6000作品を超える。
2020年8月2日、心筋梗塞のため死去。68歳没。

## 著書
- 『写真生活』（晶文社）
- 『遠別少年』（光文社文庫）
- 『「光の家具」照明』（TOTO文庫）
- 『捨てられない手紙の書き方』（ビジネス社）